# Oudaden
Oudaden (en chleuh: Udadn, ⵓⴷⴰⴷⵏ, أودادن ) est un groupe musical marocain chleuh de la région de Souss, dont le leader est Abdellah el Foua.

## Histoire du groupe
Oudaden a été fondé en 1978 à Ben Sergao à Agadir. Le groupe a donné de nombreux concerts au Maroc et à l'étranger, notamment en Europe et aux États-Unis. Ils se sont également produits en Malaisie dans le cadre du Rainforest World Music Festival (en), ou encore en Tanzanie à l'occasion du Sauti za Busara (en). Leur premier album est sorti en 1985. Ils en ont réalisé une trentaine, contribuant à la renaissance de la chanson amazighe,,.
En 2012 ils effectuent une tournée en France et se produisent notamment à l'Institut du monde arabe,.

## Membres du groupe
Oudaden est constitué de six membres
- Abdellah el Foua (banjo et chant)
- Ahmed el Foua (talunt et tagoualt)
- Mohammed Jemoumekh (tam-tam, appelé tigwaline)
- Larbi Amhal (tismamayeen-nakus)
- Khalid el Foua (talunt)
- Saïd ouhdi (guitare)

Anciens membres du groupe
- Hassan Aatour (guitariste)
- Hassan Zine (guitariste)
- Mohamed Aznkd (guitariste)
- Said Ouhdi (guitariste)
- Abdellah Berhich (talunt)
- Lahcen Achaor (talunt + nakus)
- Hassan Ait Said (paroles des chansons)
- Lounes Aresmouk

## Style musical
Oudaden s'inspire de la musique traditionnelle amazighe. Il est l'un des leaders du style soussi appelé « Tagroupit » ou « Tiroubba », ce nouveau style vient juste après le style « Tazenzart ». Ce genre est souvent présent dans les cérémonies de mariage du Maghreb. On retrouve quasiment toujours l'utilisation d'un banjo et d'une guitare électrique, ces deux instruments constituent les piliers du style « Tiroubba ».

## Discographie

### Albums
- 2011 : Empreinte (Buda Musique)
- 2012 : Mayna